# B and E
B and E – jednostka osadnicza w Stanach Zjednoczonych, w stanie Teksas, w hrabstwie Starr.